# Estadio Pancho Pepe Cróquer
El Estadio Pancho Pepe Croquer, o Francisco Pepe Croquer es un estadio de béisbol ubicado en la ciudad llanera de San Juan de los Morros, capital del estado Guárico en el centro-norte de Venezuela. Lleva ese nombre en honor al piloto de automovilismo y comentarista deportivo venezolano, Francisco José Croquer que entre otras disciplinas promovió el béisbol y boxeo.